# 北見美容専門学校
北見美容専門学校 （きたみびようせんもんがっこう）とは、北海道北見市にある私立の専修学校。運営母体は、学校法人上村学園。1966年開校。

## 概要
- ヘアコース、メイクアップコース、エステティシャンコース、ネイリストコース、着物着付コース、花嫁着付コースの6つのコースを持つ。
- 道内初の日本ネイリスト協会認定校であり、道内唯一の花嫁着付師コースがある。
- 毎年、校外の会場でヘアショーやコンテストが行われ、2年生のヘアメイクの発表や、奥伝講師、花嫁着付師のデビューステージが開催される。
- 教員1人に対して学生10～15人の少人数教育が行われ、きめの細かい指導が行われる。その結果、毎年50倍以上の求人があり、95%前後の就職率を上げている。

## 設置学科
- 美容本科（2年制・昼間）

## 所在地
- 北見市花月町17-15

## 取得できる資格・免許状

### 美容本科
- 美容師国家試験受験資格
- ネイリスト技能検定3級･2級
- 着付師